# Levi Wells Prentice

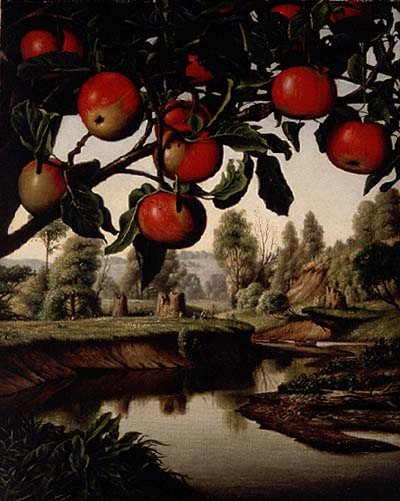
Pejzaż z jabłonią, 1880

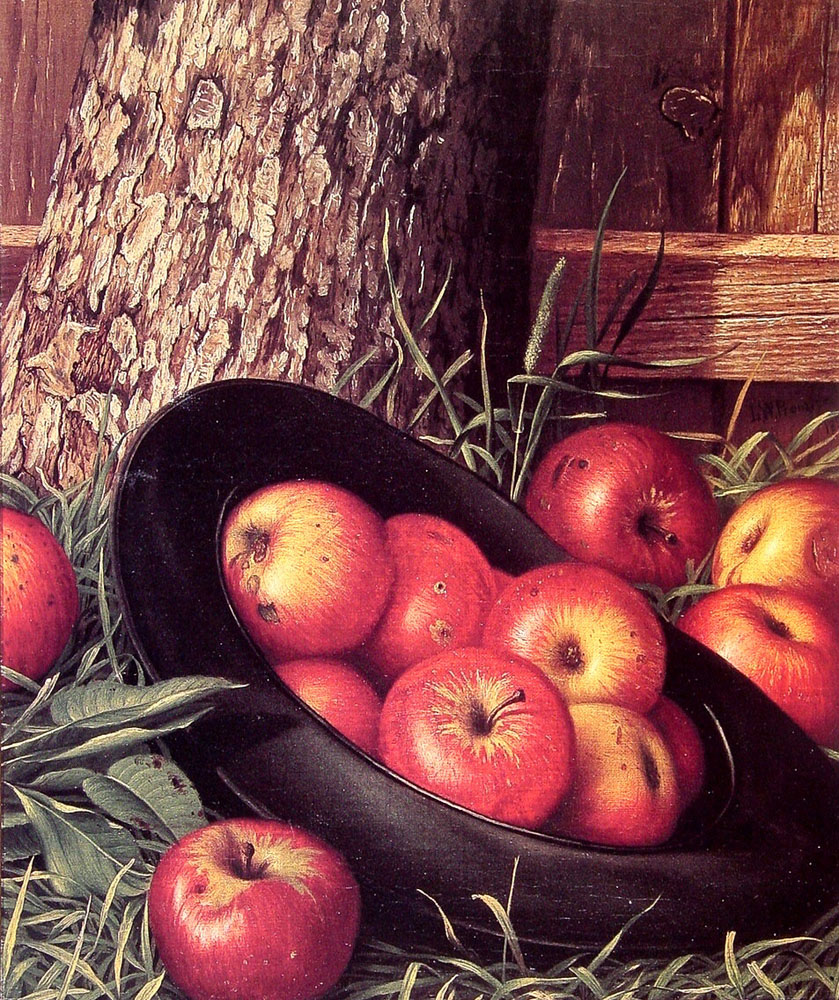
Martwa natura z jabłkami w kapeluszu, 1891

Levi Wells Prentice (ur. 18 grudnia 1851, zm. 28 listopada 1935 w Filadelfii) – amerykański malarz realista.
Urodził się na farmie w hrabstwie Lewis w stanie Nowy Jork. Był samoukiem, malował początkowo pejzaże gór Adirondak, okolic Syracuse i Buffalo. Jego wczesną twórczość związaną z Hudson River School opisał John Ruskin w jednym z suplementów do dzieła Współcześni malarze (ang. Modern Painters).
W 1883 Prentice zamieszkał i założył studio w nowojorskim Brooklynie, w tym czasie zaczął malować martwe natury – owoce. Jego prace przedstawiają najczęściej jabłka wysypujące się z wysokich koszy lub przedstawione na drzewach na tle krajobrazów. Realistycznie oddana powierzchnia owoców kontrastuje zwykle z szorstką fakturą kory lub koszyka.
Artysta był również uzdolnionym rzemieślnikiem: wykonywał pędzle, ramy i palety. Był członkiem Brooklyn Art Association, gdzie najczęściej wystawiał, nauczał również malarstwa.
W 1903 malarz opuścił Nowy Jork i przeniósł się do Germantown (obecnie dzielnica Filadelfii) w Pensylwanii. Dalsze jego losy nie są znane, jedynie nekrologi w prasie poinformowały o śmierci w 1935. Do lat 70. XX wieku twórczość Pentice'a była zapomniana jej ponownego odkrycia dokonał m.in. historyk sztuki William H. Gerdts. Obecnie martwe natury artysty cieszą się znaczną popularnością wśród kolekcjonerów, głównie ze względu na dopracowane efekty iluzjonistyczne. Najwięcej prac artysty posiadają muzea i galerie amerykańskie m.in. New York State Museum, Museum of Fine Arts w Bostonie, Montclair Art Museum, Philbrook Museum of Art i Yale University Art Gallery.